# Рифт Красного моря
Рифт Красного моря — граница между двумя тектоническими плитами, Африканской и Аравийской. Рифт проходит под дном Красного моря, от южного края рифта Мертвого моря до тройника с Аденским хребтом и Восточно-Африканским рифтом — Афарский тройник в Афарской котловине на востоке Африки.
Рифтовая зона включает остров Джабаль аль-Таир, образованный базальтами стратовулкана под тем же названием, расположенного к северо-западу от Баб-эль-Мандебского пролива в устье Красного моря, примерно на полпути между Йеменом и Эритреей. Вулкан проснулся 30 сентября 2007 года, после 124 лет покоя.